# Żerków (gmina)
Pour les articles homonymes, voir Żerków (homonymie).
Żerków est une gmina mixte du powiat de Jarocin, Grande-Pologne, dans le centre-ouest de la Pologne. Son siège est la ville de Żerków, qui se situe environ 12 km au nord de Jarocin et 58 km au sud-est de la capitale régionale Poznań.
La gmina couvre une superficie de 170,5 km2 pour une population de 10 555 habitants en 2006.

## Géographie

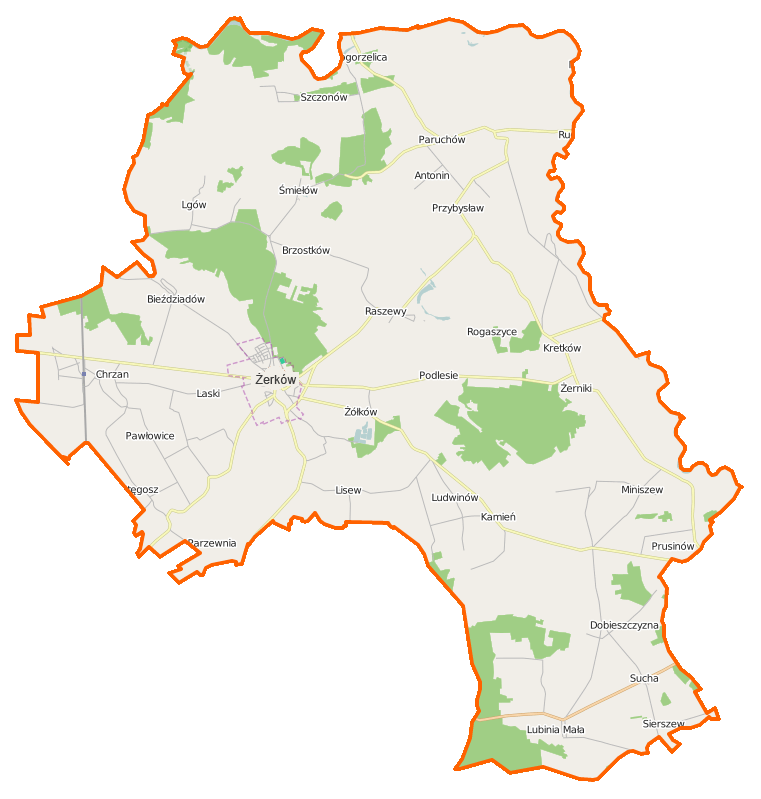
Plan de la gmina.

Outre la ville de Żerków, la gmina inclut les villages et les localités de :
- Antonin
- Bieździadów
- Brzóstków
- Chrzan
- Chwałów
- Dobieszczyzna
- Kamień
- Komorze Przybysławskie
- Kretków
- Lgów
- Lisew
- Lubinia Mała
- Ludwinów
- Miniszew
- Paruchów
- Pawłowice
- Podlesie
- Prusinów
- Przybysław
- Raszewy
- Sierszew
- Sucha
- Stęgosz
- Szczonów
- Śmiełów
- Żerniki
- Żółków

### Gminy voisines
La gmina de Żerków est bordée des gminy de :
- Czermin
- Gizałki
- Jarocin
- Kołaczkowo
- Kotlin
- Miłosław
- Nowe Miasto nad Wartą
- Pyzdry

## Structure du terrain
D'après les données de 2002 la superficie de la commune de Żerków est de 170,5 km2, répartis comme tel :
- terres agricoles : 76 %
- forêts : 15 %

La commune représente 29,01 % de la superficie du powiat.

## Démographie
Données du 30 juin 2004 :
| Description        | Total  | Total | Femmes | Femmes | Hommes | Hommes |
| ------------------ | ------ | ----- | ------ | ------ | ------ | ------ |
| Unité              | Nombre | %     | Nombre | %      | Nombre | %      |
| population         | 10 599 | 100   | 5 344  | 50,4   | 5 255  | 49,6   |
| Densité (hab./km²) | 62,2   | 62,2  | 31,3   | 31,3   | 30,8   | 30,8   |